# Eupithecia lentiscata
Eupithecia lentiscata är en fjärilsart som beskrevs av Paul Mabille 1869. Eupithecia lentiscata ingår i släktet Eupithecia och familjen mätare. Inga underarter finns listade i Catalogue of Life.